# Emirà

Possibles rutes migratòries dels humans prehistòrics durant el Paleolític superior

L'emirà és una cultura del Paleolític superior que es va desenvolupar al llevant mediterrani vers el 50.000-40.000 BP. Es tracta de la més antiga de les cultures del Paleolític superior conegudes i sembla correspondre a les etapes inicials de l'expansió dels humans moderns des de l'Àfrica cap a Europa i l'Àsia, a través del Pròxim Orient.

## Període emirà
La cultura emirana es va desenvolupar aparentment a partir del mosterià local. No s'hi observa un trencament, ja que manté nombrosos elements del levalloise mosterià. A l'emirà hi apareix la punta típica local anomenada emireh. La punta d'Emireh és un tipus d'eina del Paleolític superior, identificada per primera vegada a la cultura emirana. Es van utilitzar nombroses eines de fulla lítica, incloent ganivets corbats similars als que es troben a la cultura châtelperroniana de l'Europa occidental.
L'emirà va acabar evolucionant cap a l'ahmarià, encara de tradició levallois, però amb algunes influències aurinyacianes. Més tard, tota aquesta tradició cultural desembocarà a la cultura aurinyaciana llevantina (abans anomenada anteliana).
Segons l'arqueòloga britànica Dorothy Garrod, les puntes emireh, aparegudes a diversos llocs de Palestina, és el tret distintiu d'aquesta cultura.